# جيمي شيلدز (موسيقي)
جيمي شيلدز هو موسيقي كندي، ولد في 19 أبريل 1970 في تورونتو في كندا.

## وصلات خارجية
- جيمي شيلدز على موقع IMDb (الإنجليزية)